# Frankfurt Grand Prix 1988
Il Frankfurt Grand Prix 1988 è stato un torneo di tennis giocato sintetico indoor. È stata la 9ª edizione del torneo, che fa parte del Nabisco Grand Prix 1988. Si è giocato a Francoforte in Germania dal 17 al 23 ottobre 1988.

## Campioni

### Singolare maschile
Tim Mayotte ha battuto in finale  Leonardo Lavalle con il punteggio di 4–6 6–4 6–3

### Doppio maschile
Rudiger Haas /  Goran Ivanišević hanno battuto in finale  Jeremy Bates /  Eric Jelen con il punteggio di 1–6, 7–5, 6–3